# Pont du Garigliano
Pont du Garigliano (česky Most Garigliano) je silniční most přes řeku Seinu v Paříži. Spojuje 16. obvod na pravém břehu a 15. obvod na levém. Most byl pojmenován podle řeky Garigliano v Itálii nedaleko Monte Cassina, u které proběhla vítězná bitva v roce 1944.

## Historie
V letech 1863–1962 stál na tomto místě zděný viadukt. Měl dvě patra, horní sloužilo železniční dopravě a spodní pro silniční. Kvůli zvyšující se automobilové dopravě musel být starý most odstraněn a v letech 1963–1966 nahrazen současnou stavbou. Most byl zprovozněn 1. září 1966.

## Architektura
Ocelový most je podpírán dvěma betonovými pilíři v rozpětí 58, 93 a 58 metrů. Celková délka mostu činí 209 metrů a šířka 26 metrů. Protože mostovka leží 18 metrů nad hladinou Seiny, činí z něj nejvyšší most v Paříži.